# Escritório de arquitetura

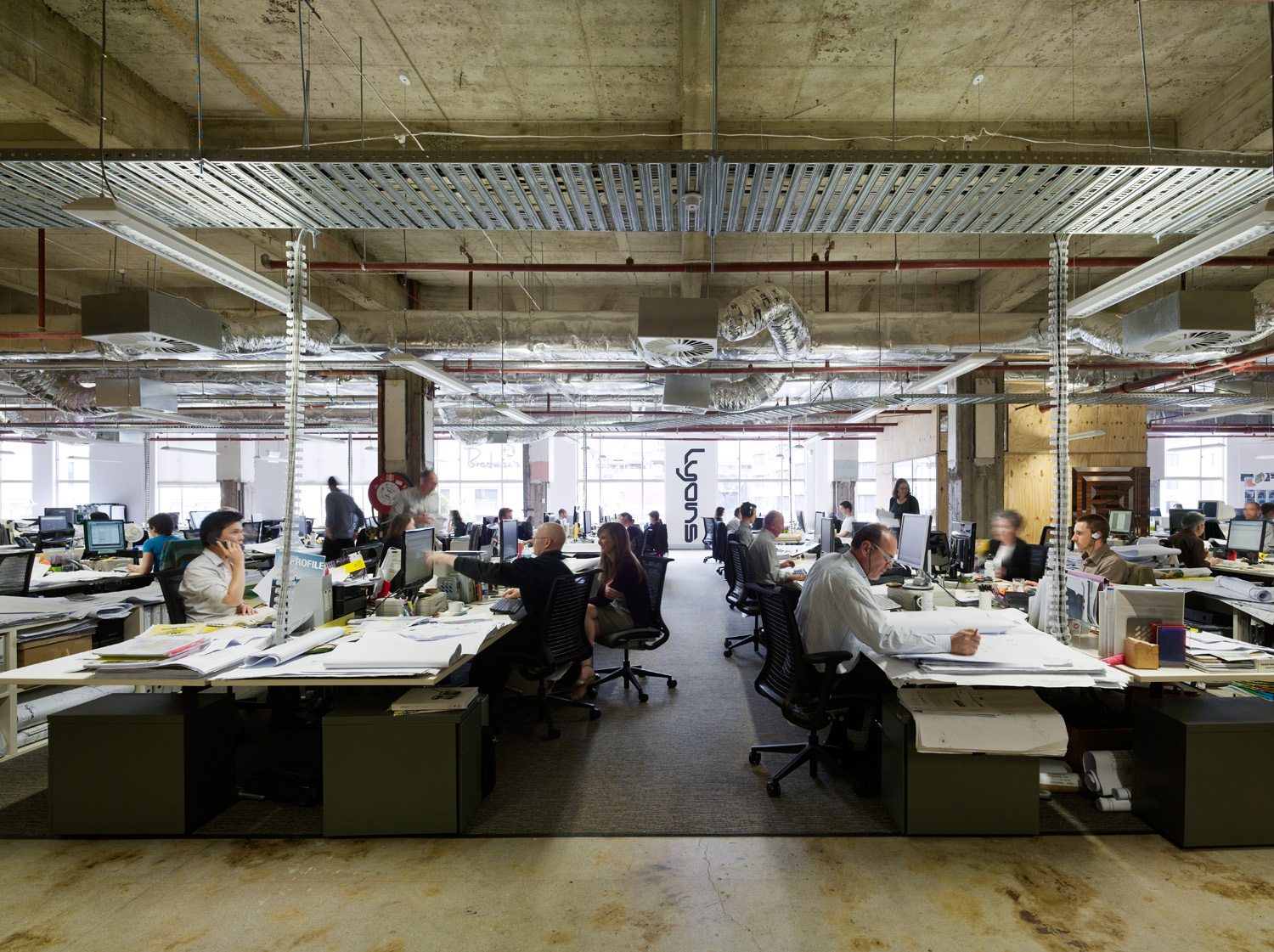
Um escritório de arquitetura em Melbourne, Austrália.

Um escritório de arquitetura, as vezes também chamado estúdio ou ateliê de arquitetura, é uma empresa ou uma divisão de uma organização que realiza demandas arquitetônicas, realizados por um ou mais arquitetos. Os serviços oferecidos por um escritório variam conforme o tipo e a organização destes, podendo ir desde a consultoria e desenvolvimento de projetos arquitetônicos e de design de interiores, até a coordenação de obras, paisagismo e planejamento urbano.
Existem diversos tipos e formatos de escritório, desde os mais comuns, os privados, que atuam no mercado, as divisões de arquitetura dentro do serviço público, os escritórios de estudantes em universidades, os voltados a assistência técnica, entre outros.

## História

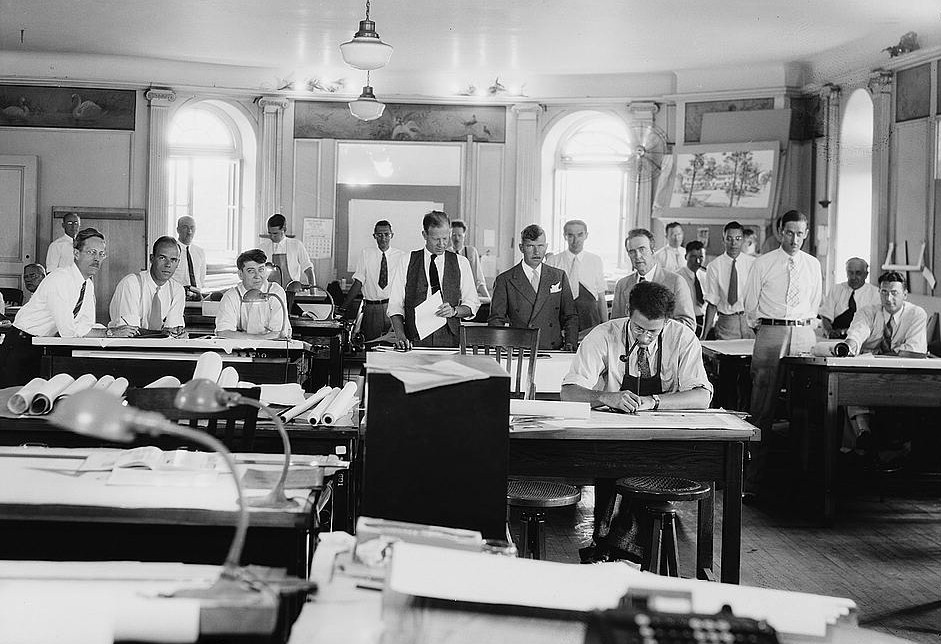
Escritório de arquitetura nos anos 1940.

Arquitetos têm existido desde o início da história. Os primeiros registros de arquitetos na história incluem Imhotep (c. 2600 A.C.) e Senemut (c. 1470 A.C.) no Antigo Egito. Não existem descrições sobre como eles trabalhavam, no entanto, como nobres, é razoável supor que eles tinham equipes de auxiliares e serventes para ajudar a refinar e implementar seu trabalho. O mais antigo livro sobre a profissão, De architectura, do arquiteto romano Vitrúvio, descreve o projeto e a construção de cidades, edifícios, relógios e máquinas, mas não fornece informações sobre a organização do arquiteto e seus assistentes. É geralmente aceito que durante a maior parte da história humana, a maioria dos arquitetos foram indivíduos abastados que obtinham a sua principal renda de partir de outras atividades e que praticavam o desenho como uma atividade secundária, e que a contratação de assistentes era de projeto a projeto.
Foi só no século XIX que a arquitetura começou a ser praticado como uma profissão de formação específica, com escolas e acreditação começando a serem oferecidos.
Nos Estados Unidos, Charles Bulfinch é a primeira pessoa que se considera um arquiteto profissional. Henry Hobson Richardson pode ter sido um dos primeiros a ter um escritório estabelecido, e McKim, Mead e Branco foi possivelmente um dos primeiros escritórios a se assemelhar a um escritório de arquitetura contemporâneo. O escritório ativo mais antigo nos Estados Unidos são o SmithGroup de Detroit e Letoya e Farley de Louisville, tendo sido fundados em 1853.
No Reino Unido, Brierley Noivo é o mais antigo escritório, sendo provavelmente o mais antigo do mundo - foi fundado em 1750, em York.

## Licenciamento

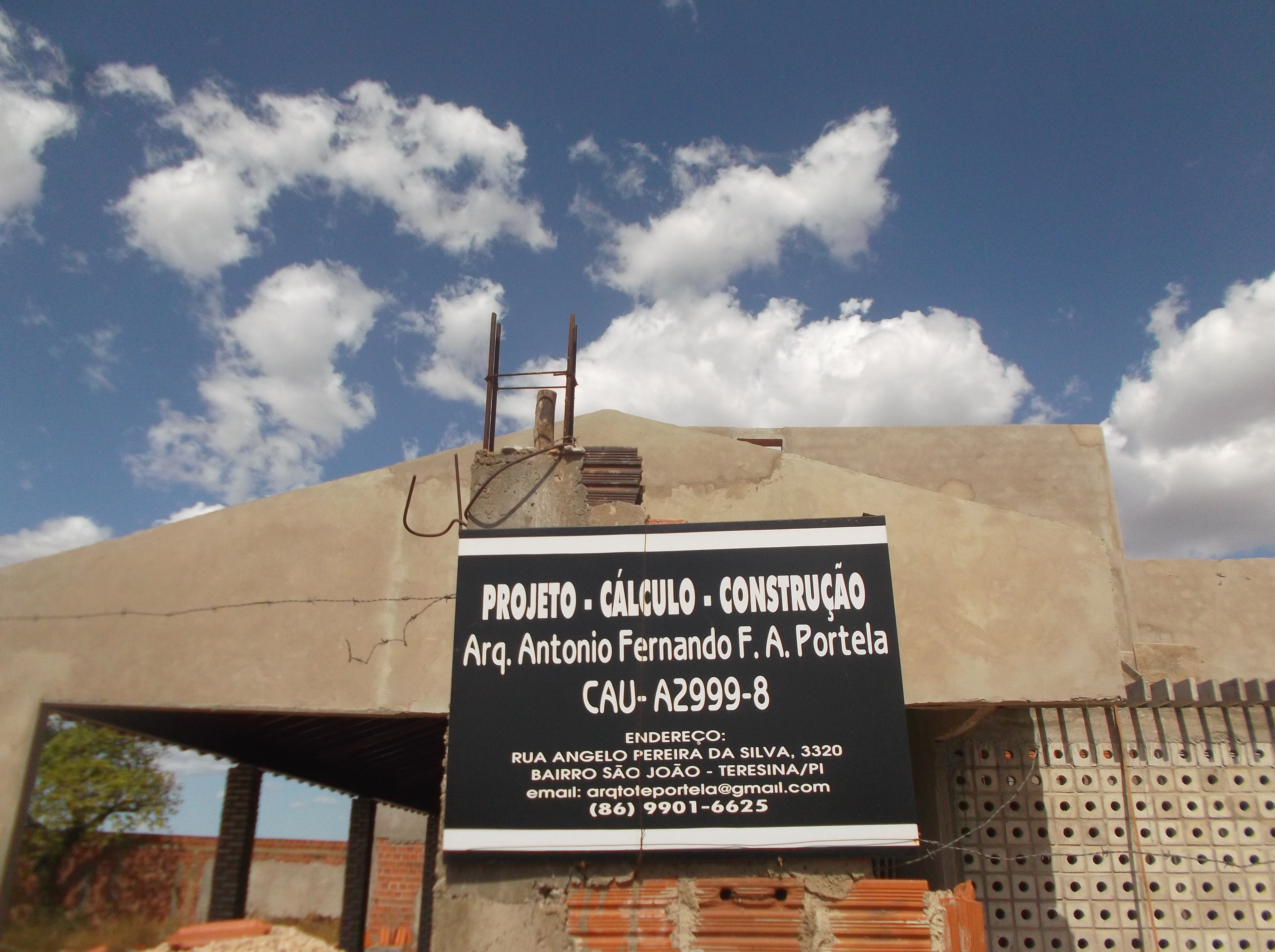
Placa em obra do Brasil com o nome e o registro do arquiteto responsável.

A licença para arquitetos é geralmente feita por órgãos reguladores estatais, como acontece na Austrália, no Brasil, no Canadá e nos Estados Unidos. Para tanto, é necessário ter completado a graduação em arquitetura e em alguns lugares, uma prova. Já para formalizar os escritórios, valem as leis trabalhistas e de negócios de cada país.
No Brasil, as obras exigem a assinatura de um arquiteto no que diz respeito ao projeto arquitetônico, seguindo a Lei Federal nº 12.378, que regula o exercício da profissão, suas atividades e atribuições, além de, também, criar o Conselho de Arquitetura e Urbanismo (CAU), que é o conselho de classe profissional e regulador da profissão. Quanto ao escritório, valem as mesmas leis para abertura e manutenção de empresas em geral. Há ainda uma associação independente, a AsBEA - Associação Brasileira dos Escritórios de Arquitetura.
Em Portugal, um escritório de arquitetura só pode operar legalmente se a empresa possuir a respetiva inscrição do código de atividade económica "71110 - Atividades de Arquitetura" no seu registo comercial.
Nos Estados Unidos, alguns estados tem leis para permitir que arquitetos formem parcerias e a maioria permite a arquitetos para formar sociedades ou corporações profissionais. Alguns estados exigem que a empresa obtenha um registro para fornecer serviços de arquitetura. Outros apenas exigem que a obra arquitetônica deva ser realizada sob a supervisão direta de um arquiteto licenciado no estado.
No Reino Unido e em outros países, um escritório de arquitetura deve ter um registro. A empresa precisa de pelo menos um profissional registrado dentro da equipe para oferecer um completo serviço de arquitetura. Um seguro de responsabilidade civil profissional também é obrigatória.

## Tipos e organização

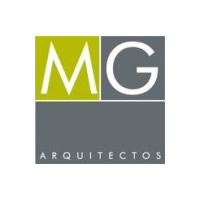
A logo de um escritório mexicano de arquitetura. O nome vem das iniciais dos sobrenomes dos arquitetos principais.

### Escritório privado
Os escritórios mais comuns são os que atuam no mercado formal, recebendo remuneração e lucrando com o serviço oferecido, funcionando efetivamente como uma empresa.
Pequenos escritórios com menos de cinco pessoas geralmente não têm formal da estrutura organizacional, dependendo das relações pessoais entre as pessoas para organizar o trabalho. Escritórios um pouco maiores, entre 5 a 50 empregados são muitas vezes organizados por setores como design, produção, desenvolvimento de negócios e a administração da construção. Grandes escritórios de mais de 50 pessoas podem ser organizados por departamentos, regionais, ou em estúdios especializados em tipos de projeto.
Os grandes escritórios de arquitetura geralmente tem pelo menos um arquiteto "principal", que é o único proprietário da empresa, ou um grupo de arquitetos que compartilham o escritório (como uma parceria, ou como um acionista em uma empresa). É comum que este ou estes arquitetos estejam no nome do escritório, e que sejam os responsáveis pelos principais projetos, ou pela parte criativa, enquanto arquitetos associados ou contratados e os estagiários fiquem com outras partes do projeto.

### Serviço público
Grandes órgãos públicos, como a administração governamental ou universidades, costumam ter divisões ou departamentos especializados em arquitetura e planejamento. Nesse caso, o escritório trabalha apenas para as demandas da entidade a qual é vinculado.

### Assessoria técnica
São escritórios ou associações de arquitetos voltadas a assessoria técnica a movimentos populares, comunidades e pessoas que não teriam acesso a arquitetos do mercado formal. Essas iniciativas vão desde grupos independentes que atuam em obras autogestionadas pelos futuros usuários - como a Usina CTAH, possivelmente o principal exemplo brasileiro nessa área - indo até a luta pela assistência técnica pública, que com o Estatuto da Cidade e a Lei de Assistência Técnica - que assegura a famílias de até 3 salários mínimos o direito aos serviços profissionais para construção, regularização e reforma de sua moradia - se torna um direito.

### Escritório modelo
Na mesma linha da assistência técnica, os escritórios modelo são iniciativas formadas por estudantes de graduação em faculdades de arquitetura que atuam com comunidades organizadas sem acesso aos arquitetos do mercado formal, não concorrendo com este. O modelo mais disseminado no Brasil foi idealizado pela FeNEA: é o EMAU (sigla de Escritório Modelo de Arquitetura e Urbanismo). Nesses escritórios, o estudante aprende junto as comunidades onde atua, e um professor orienta e assina os projetos, garantindo que assim não se configure o exercício ilegal da profissão.